# Franz Michael Felder
Franz Michael Felder (13 mei 1839, Schoppernau, Vorarlberg – 26 april 1869, Schoppernau, Vorarlberg) was een sociale hervormer, auteur en boer uit Oostenrijk.

## Leven
In de 19de eeuw leefde de meerderheid van de Bregenzerwälder bevolking van de kaasmakerij. De tweede helft van deze eeuw was de tijd van de "kaasgraven" (met name Gallus Moosbrugger) – export- en importmonopolisten die de prijzen bepaalden, melk opkochten en verkaasden. De boeren daarentegen leefden in armoede, waren verschuldigd en afhankelijk van de kaasgraven. Ook de regressieve kerk steunde vanaf de jaren 1860 de machtige kaasgraven.
Franz Michael Felder vormde het nodige tegenwicht. Om de armoede van de kaasboeren te verkleineren, pleitte hij voor een eerlijke verdeling van de belastingen en stichtte hij een vereniging voor kaashandel en een verzekeringsinstelling voor vee. Zijn huisje werd hét centrum voor het lezen van kranten en twistgesprekken over het beleid van de kerk. Samen met zijn zwager stichtte Felder in 1867/68 de "Vorarlberg'sche Partei der Gleichberechtigung" (Vorarlbergse partij voor de gelijkheid). Ze eisten het universele en geheime stemrecht en de oprichting van een associatie voor het werkvolk. Nevens de kaasgraaf Gallus Moosbrugger en de kerk had Felder nog vele andere vijanden. Zo werd hij door dorpsbewoners een ketter, vrijmetselaar en antichrist genoemd. In mei 1867 nam hij de vlucht uit Schoppernau.
In 1869 stierf Felder aan tuberculose. Nog meerdere decennia na zijn dood werd er ruzie over zijn nagedachtenis gemaakt, bijvoorbeeld wegens de onthulling van zijn monument op het kerkhof in 1875.

## Oeuvre
- "Nümmamüllers und das Schwarzokaspale". Lindau: Stettner 1863
- "Sonderlinge". Leipzig: Hirzel 1867
- "Reich und Arm". Leipzig: Hirzel 1868
- "Aus meinem Leben", 1869 (gepubliceerd 1904)